# Copa Petrobras Argentina 2008
Il Copa Petrobras Argentina 2008 è stato un torneo di tennis facente parte della categoria ATP Challenger Series nell'ambito dell'ATP Challenger Series 2008. Il torneo si è giocato a Buenos Aires in Argentina dal 20 al 26 ottobre 2008 su campi in terra rossa e aveva un montepremi di $75 000+H.

## Vincitori

### Singolare
Martín Vassallo Argüello ha battuto in finale  Rubén Ramírez Hidalgo con il punteggio di 6–3, 4–6, 7–5

### Doppio
Máximo González /  Sebastián Prieto hanno battuto in finale  Thomaz Bellucci /  Rubén Ramírez Hidalgo con il punteggio di 7–5, 6–3